# Karl Brunner
Karl Heinrich Brunner von Lehenstein (Perchtoldsdorf, 1887 - Viena, 1960) fue un ingeniero-arquitecto urbanista austríaco que realizó destacadas obras e intervenciones urbanísticas en Chile y en Colombia. 

## Biografía
Brunner se tituló en la Technischen Hochschule de Viena, Austria. En 1933 diseñó un plan para Santiago de Chile, que fue aprobado cinco años más tarde, lo que es conocido como el Barrio Cívico de Santiago. Ese mismo año comenzó su estadía en Colombia. En 1948 regresó a su país natal donde ocupó un cargo directivo en la reconstrucción de la ciudad afectada por la Segunda Guerra Mundial y allí falleció el 15 de junio de 1960.
Durante su paso por Chile también diseñó la explanada central de la Universidad de Concepción.

### Trayectoria profesional en Colombia
Entre 1934 y 1939, Brunner dirigió el Departamento de Urbanismo de Bogotá. Junto con el arquitecto José María Montoya Valenzuela realizó desde esa institución intervenciones relevantes en una ciudad particularmente fiel a la retícula colonial, creando bulevares, jardines, parque en diagonal, plazas ajardinadas, y trazados urbanos que seguían la topografía del terreno. Fue asimismo profesor de la Universidad Nacional de Colombia, y diseñó los barrios Santa Fe, Marly, La Magdalena, El Retiro, El Centenario, el Bosque Izquierdo, Gaitán, Palermo, Santa Lucía, El Campín, el trazado del Barrio Popular del norte, la avenida Caracas y el diseño del Park Way. En Medellín realizó por su parte el diseño del barrio Laureles. En este país trabajó asimismo en proyectos en Manizales y Barranquilla.